# Carlo De Ruggieri
Carlo Luca De Ruggieri (Roma, 24 gennaio 1971) è un attore italiano.

## Carriera
Nato a Roma da una famiglia originaria di Matera (suo padre Michele è stato sindaco della città negli anni 1967-1968), dove cresce e compie i propri studi, frequenta i suoi primi stage di recitazione presso il Circolo La Scaletta della città lucana, per poi trasferirsi in tempi successivi nella capitale, dove intraprende la strada della recitazione. Il suo debutto da attore avviene nel 1990 nel film Il sole anche di notte dei fratelli Paolo e Vittorio Taviani, girato in parte anche a Matera. Successivamente interpreterà il ruolo di Renzo nel film Fiorile (1992) anch'esso diretto dai fratelli Taviani. Dopo aver alternato diverse esperienze sia come attore teatrale che cinematografico, nel 2003 interpreta il ruolo di obiettore nel film Piovono mucche.
Successivamente interpreta il ruolo di Lorenzo lo stagista nella serie televisiva Boris e nel seguito cinematografico Boris - Il film. In un'altra serie televisiva andata in onda nel 2010, Tutti per Bruno, interpreta il personaggio di Gian Maria Salvetti. Nel 2012 prende parte a un episodio della quinta stagione di Camera Cafè.

## Filmografia

### Cinema
- Il sole anche di notte, regia di Paolo e Vittorio Taviani (1990)
- Fiorile, regia di Paolo e Vittorio Taviani (1992)
- Eccomi qua, regia di Giacomo Ciarrapico (2002)
- Piovono mucche, regia di Luca Vendruscolo (2002)
- Agata e la tempesta, regia di Silvio Soldini (2004)
- Il siero della vanità, regia di Alex Infascelli (2004)
- Passo a due, regia di Andrea Barzini (2005)
- Non prendere impegni stasera, regia di Gianluca Maria Tavarelli (2006) - piccolo ruolo (Daniele)
- L'amore non basta, regia di Stefano Chiantini (2008)
- Nessuno mi può giudicare, regia di Massimiliano Bruno (2011)
- Boris - Il film, regia di Giacomo Ciarrapico, Mattia Torre e Luca Vendruscolo (2011)
- Viva l'Italia, regia di Massimiliano Bruno (2012)
- Che strano chiamarsi Federico, regia di Ettore Scola (2013)
- La buca, regia di Daniele Ciprì (2014)
- Se Dio vuole, regia di Edoardo Falcone (2015)
- Torno indietro e cambio vita, regia di Carlo Vanzina (2015)
- Una gita a Roma, regia di Karin Proia (2016)
- Lasciati andare, regia di Francesco Amato (2017)
- Classe Z, regia di Guido Chiesa (2017)
- Cosa fai a Capodanno?, regia di Filippo Bologna (2018)
- Metti la nonna in freezer, regia di Giancarlo Fontana e Giuseppe Stasi (2018)
- Figli, regia di Giuseppe Bonito (2020)
- Odio l'estate, regia di Massimo Venier (2020)
- Corro da te, regia di Riccardo Milani (2022)
- Santocielo, regia di Francesco Amato (2023)
- Il mio compleanno, regia di Christian Filippi (2024)

### Televisione
- Distretto di Polizia 3, regia Monica Vullo – serie TV, episodio 3x26 (2002)
- Matilde, regia di Luca Manfredi – film TV (2005)
- Don Matteo – serie TV, episodio 5x05 (2006)
- Buttafuori, regia di Giacomo Ciarrapico – sitcom (2006)
- Boris, regia di Giacomo Ciarrapico, Mattia Torre e Luca Vendruscolo – serie TV (2007-2008, 2010, 2022)
- Tutti per Bruno, regia di Stefano Vicario e Francesco Pavolini – serie TV (2010)
- Camera Café – sitcom, episodio 5x124 (2012)
- Rex – serie TV, episodio 7x02 (2014)
- Impazienti, regia di Celeste Laudisio – sitcom (2014)
- Limbo, regia di Lucio Pellegrini – film TV (2015)
- Realbook – serie TV (2017)
- Catch-22 – miniserie TV, secondo episodio (2019)
- Liberi tutti, regia di Giacomo Ciarrapico e Luca Vendruscolo – serie TV (2019)
- Imma Tataranni - Sostituto procuratore, regia di Francesco Amato – serie TV (2019-in corso)
- Per Elisa - Il caso Claps, regia di Marco Pontecorvo - miniserie TV, episodi 4-5-6 (2023)
- La luce nella masseria, regia di Tiziana Aristarco e Riccardo Donna – film TV (2024)

### Varietà
- The Show Must Go Off, di Serena Dandini (2012)